# NGC 3971
NGC 3971 este o liner situată în constelația Ursa Mare. A fost descoperită în 3 februarie 1788 de către William Herschel.